# Parafia Najświętszego Serca Pana Jezusa i Trzech Króli w Dłutowie
Parafia Najświętszego Serca Pana Jezusa i Trzech Króli w Dłutowie – parafia rzymskokatolicka znajdująca się w archidiecezji łódzkiej w dekanacie tuszyńskim.

## Historia

### Kościół
Kościół został erygowany przez abp. gnieźnieńskiego Piotra Gamrata 17 maja 1541 r.
Budowę rozpoczęto 11 września 1948 r., wmurowania kamienia węgielnego dokonał bp Kazimierz Tomczak, zakończono w 1957 r. Zmodernizowany styl neoromański – autorem projektu był architekt Stefan Derkowski z Łodzi. Kościół jest trzynawowy. Konsekracji dokonał 30 czerwca 1957 r. bp Karol Niemira.
Kaplica w Redocinach – zbudowana w drugiej połowie XIX w., kaplica Wniebowzięcia NMP w Tążewach – zbudowana z kamienia w 1876 r. Kaplica św. Floriana w Hucie Dłutowskiej – początek budowy w 1988 r., poświęcenia dokonał abp Janusz Bolonek w 1994 r.

## Proboszczowie od 1920 roku
- ks. Andrzej Szarecki (1911–1933)
- ks. Wojciech Kubis (1933–1936)
- ks. Gustaw Łaski (1936–1937)
- ks. Stanisław Rabiński (1937–1941)
- ks. Antoni Szarejko (1945–1946)
- ks. Tadeusz Szyszkiewicz (1946–1962)
- ks. Leonard Wideński (1962–1964)
- ks. Piotr Beściak (1964–1967)
- ks. Stefan Pietrusiak (1967–1977)
- ks. Włodzimierz Michałkiewicz (1977–1984)
- ks. Antoni Supady (1984–1996)
- ks. Wiesław Koper (1996–2016)
- ks. Jarosław Kłys (2016 -2017)
- ks. Zbigniew Dyks (od 2017)

## Kaplice na terenie parafii
- Kaplica pw. Wniebowzięcia NMP w Tążewach
- Kaplica pw. św. Floriana w Hucie Dłutowskiej
- Kaplica pw. św. Antoniego w Redocinach
- Kaplica pw. NMP Ostrobramskiej, Matki Miłosierdzia, w Ośrodku Caritas w Drzewocinach

## Wspólnoty parafialne
- Żywa Róża
- Bractwo Światła